# Przegłębienie
Przegłębienie (trym) – w żeglarstwie i żegludze określenie pochylenia statku w stronę dziobu lub rufy. Ze względu na małe wartości, wielkość przegłębienia podaje się najczęściej nie w stopniach, lecz jako różnicę zanurzenia na dziobie i rufie. Przegłębienie kontrolowane jest za pomocą systemu trymującego, w którym główną rolę pełnią zbiorniki trymujące.
Analogiczne pochylenie statku od płaszczyzny pionowej w kierunku poprzecznym (na jedną z burt) nazywamy przechyłem.
Dla statków o napędzie śrubowym najkorzystniejsze, ze względu na sprawność napędu, jest przegłębienie na rufę o wielkości ok. 0,5-1% długości statku. Przy załadunku statku dąży się do takiego rozmieszczenia ładunku, aby (między innymi) przegłębienie statku było zbliżone do optymalnego. Jeżeli nie można uzyskać tego samym rozmieszczeniem ładunku, używa się, w miarę możliwości, balastu wodnego.